# Senufio
Senufio fue un anacoreta de las soledades de Egipto en el siglo IV.
A una pregunta del emperador Teodosio de si saldría victorioso de Máximo, le contestó que llevase en la batalla un escapulario que le había dado años antes y saldría victorioso y así sucedió como puede verse en san Agustín (De civitate Dei libri V)